# Live Session!
Live Session! è l'ottavo album live di Julian Cannonball Adderley, pubblicato nel 1964 dalla Capitol Records.

## Descrizione
L'intero titolo dell'album è "Live Session! Cannonball Adderley with the New Exciting Voice of Ernie Andrews!", nel disco in vinile (Lato A e Lato B) le date delle registrazioni sono riportate come pubblicato dal catalogo cronologico delle sessioni di registrazione del sassofonista, mentre nel CD del 2004 sono riportate le date di registrazione tratte dalle note di copertina.

## Tracce
Lato A
1. Big City – 3:36 (Mark Jenkin)
2. Next Time I See You – 3:28 (Earl Forest, William G. Harvey)
3. I'm Always Drunk in San Francisco – 3:36 (Tommy Wolf)
4. Ten Years of Tears – 2:44 (Vicki Harrington)
5. Bill Bailey – 2:58 (Hughie Cannon)

Durata totale: 16:22
Lato B
1. I'm a Born World Shaker – 3:28 (D. Wolf, Fran Landersman, Nelson Algren)
2. Don't Be Afraid of Love – 2:51 (Billy Davis, Berry Gordy Jr., Harvey Pratt)
3. Since I Fell for You – 2:10 (Buddy Johnson)
4. If You Never Fall in Love with Me – 2:55 (Sam Jones, D. Wolf)

Durata totale: 11:24
CD del 2004 pubblicato dalla Capitol Jazz Records
1. Cannonball Adderley's Introduction
2. Big City – 3:19 (Mark Jenkin) – Registrato dal vivo il 4 ottobre 1964
3. Next Time I See You – 3:53 (Earl Forest, William G. Harvey) – Registrato dal vivo il 19 settembre 1962
4. I'm Always Drunk in San Francisco – 3:20 (Tommy Wolf) – Registrato dal vivo il 4 ottobre 1964
5. Ten Years of Tears – 2:48 (Vicki Harrington) – Registrato dal vivo il 19 settembre 1962
6. Bill Bailey – 3:07 (Hughie Cannon) – Registrato dal vivo il 4 ottobre 1964
7. I'm a Born World Shaker – 3:28 (D. Wolf, Fran Landesman, Nelson Algren) – Registrato dal vivo il 19 settembre 1962
8. Don't Be Afraid of Love – 2:52 (Billy Davis, Berry Gold Jr., Harvey Pratt) – Registrato dal vivo il 4 ottobre 1964
9. Since I Fell for You – 2:13 (Buddy Johnson) – Registrato dal vivo il 19 settembre 1962
10. If You Never Fall in Love with Me – 2:55 (Sam Jones, D. Wolf) – Registrato dal vivo il 19 settembre 1962
11. Come on Back – 4:18 (Eddie Beal, Hal Levy, Len Wyatt) – Registrato dal vivo il 19 settembre 1962
12. Work Song – 6:36 (Nat Adderley, Oscar Brown Jr.) – Registrato dal vivo il 4 ottobre 1964
13. Green Door – 4:56 (Marvin Moore, Bob Davie) – Registrato dal vivo il 4 ottobre 1964

Durata totale: 43:45

## Musicisti
Cannonball Adderley Quintet with Ernie Andrews
- Julian Cannonball Adderley - sassofono alto
- Ernie Andrews - voce
- Nat Adderley - cornetta
- Joe Zawinul - pianoforte
- Sam Jones - contrabbasso
- Louis Hayes - batteria